# Plebe Rude
Plebe Rude é uma banda brasileira de punk rock formada em Brasília em meados de 1981, surgida da "Turma da Colina" numa época em que a censura proibia canções e vetava sua execução pública, por causa da ditadura.
O estilo da banda, repleto de críticas sociais e políticas, reflete toda a cultura da época, porém com uma preocupação maior nas composições e elaboração dos arranjos e melodias. Por estes fatores, é considerado uma mistura do rock com a influência inglesa e sua invasão oitentista da new wave. Seus temas apontam para as incertezas políticas do país desde os estertores da ditadura até a atualidade e para o comportamento do ser humano em meio às dificuldades da vida. Suas letras são repletas de críticas sociais, tais como "Até quando esperar", "Johnny vai à guerra (outra vez)", "Censura", entre tantas outras.
Sem fazer concessões, a Plebe Rude vendeu mais de 500 mil cópias de seus discos, tocou no rádio e se apresentou na televisão.
Atualmente, é formada por Philippe Seabra nos vocais e na guitarra, Clemente Nascimento também nos vocais e na guitarra, André X no baixo e nos vocais, e Marcelo Capucci na bateria.

## Carreira

### Origem
A banda foi formada no início dos anos 1980 por Philippe Seabra, Gutje Woorthmann, André "X" Mueller e Jander "Ameba" Bilaphra, mais precisamente em 7 de julho de 1981, quando Phillipe, André e Gutje escreveram a canção "Pressão Social". Os quatro integrantes tinham preferências diferentes dentro do gênero punk, mas estavam unidos pela admiração ao Clash, inclusive eles fizeram covers da banda, sob o nome de Clash City Rockers.
Em Brasília fizeram parte da "Turma da Colina", integrada por outras bandas como Aborto Elétrico (que posteriormente deu origem Capital Inicial e Legião Urbana), Blitx 64, Metralhas e outras.
Um marco importante foi quando Plebe Rude e Legião Urbana fizeram um show num festival de rock em Patos de Minas, em 5 de setembro de 1982, primeiro show da recém formada Legião Urbana, abrindo para a Plebe Rude. Após as apresentações, acabaram sendo presos por causa de suas letras, Plebe Rude por uma música chamada "Voto em Branco" e Legião Urbana pela "Música Urbana 2", mas todos acabaram soltos após a polícia local ser informada por eles mesmos que eram de Brasília, temendo que fossem filhos de políticos.

### Consolidação
Plebe Rude chamava muita atenção por onde passava. Tocaram em todas as danceterias importantes do eixo Rio-São Paulo e ainda no lendário Circo Voador. E numa destas apresentações no Circo Voador conheceram Herbert Vianna, que haviam “homenageado” na música “Minha Renda”. No princípio, o encontro entre os plebeus e o paralama foi tenso, mas logo Herbert sacou todo o inteligente sarcasmo da Plebe Rude e a partir daquele momento tornou-se um dos que mais ajudaram a Plebe a estourar nacionalmente. Herbert se transformou no padrinho do primeiro disco da Plebe, recomendando a contratação deles para a EMI. O concreto já rachou, primeiro disco da banda, foi lançado sob produção de Herbert, e contou com sete faixas, tendo a participação de Fernanda Abreu (na época vocalista do Blitz) na canção "Sexo e Karatê", George Israel (do Kid Abelha) tocou sax e Renato Russo se encarregou de fazer a release para a imprensa. Seu lançamento ocorreu em fevereiro de 1986, com duas apresentações da banda na boate Noites Cariocas, em 14 e 15 de fevereiro.

### Pausa
A Plebe se separou oficialmente no ano de 1994, quando Seabra mudou para Nova Iorque, onde fundou o grupo Daybreak Gentlemen.
Em 1999, a banda se reúne para se apresentar no festival Porão do Rock 99, em Brasília, reunindo os integrantes originais. A partir daí, retoma as atividades.

### Anos 2000
Em 2003, Gutje e Jander Bilaphra deixam a banda. Plebe Rude volta na forma definitiva com Clemente, que também integra a banda Inocentes, e Txotxa, que já havia integrado a banda Maskavo Roots. Marca a banda mais madura e que é ainda uma das grandes bandas do rock nacional.
Em 2006, com esta nova formação, lançaram o álbum independente intitulado R ao Contrário, lançado pela revista OutraCoisa do Lobão. Com destaque para as músicas "O que se Faz", "R ao Contrario" e "Vote em Branco", música que inclusive foi tocada pela banda no show de Patos de Minas em 1982 junto a Legião Urbana.
Em 2009, a banda gravou de forma independente o CD e DVD Rachando Concreto: Ao Vivo em Brasília, que concorreu ao Grammy Latino de Melhor Álbum de Rock Brasileiro.
Em 2010, a banda assina com a gravadora Coqueiro Verde e confirma o lançamento do projeto no primeiro semestre de 2011. Ainda em 2010, a faixa "The Wake", versão em inglês de "A Ida", é destaque na trilha sonora do filme Federal, com Selton Mello, Michael Madsen e Carlos Alberto Riccelli no elenco e direção de Erik de Castro.
Em 2011, após o lançamento do DVD Rachando Concreto, o baterista Txotxa deixou a banda para ir tocar no Natiruts, ficando Marcelo Capucci no lugar. Ainda no mesmo ano, o álbum de estreia da banda (O Concerto Já Rachou, de 1986) é relançado dentro do box-set do documentário Rock Brasília juntamente com os álbuns de estreia do Capital Inicial e da Legião Urbana.
Já em 2012, continuou a fazer shows da turnê do DVD, inclusive se apresentando no festival Lollapalooza Brasil, e no segundo semestre do ano começou a gravar material para um novo álbum de inéditas. Ao mesmo tempo, em conjunto com a produtora Pietá Filmes, a banda iniciou a produção do Plebe Ignara, que tentou ser financiado através da mobilização virtual dos fãs da banda mas não obteve êxito na empreitada. Além disso, a banda revelou a intenção de gravar um novo DVD ao lado da Orquestra Sinfônica de Brasília e um álbum infantil chamado Punkinho, que seria um álbum infantil tocado no estilo Punk.
Desfalcada temporariamente em virtude da ida de André X para os Estados Unidos fazer um mestrado em meados do mesmo ano, a Plebe contou com o baixista Fred Ribeiro durante dois anos.
Em março de 2014, a banda finalizou seu sexto álbum de estúdio intitulado Nação Daltônica, lançado em novembro pelo selo Substancial Music, além de abrir os shows da banda americana Guns N' Roses em Brasília e em São Paulo.
Em 2016, a banda lançou o documentário agora intitulado A Plebe é Rude, em parceira com a Pietá Filmes e o Canal Brasil. No mês de novembro a banda novamente abriu shows para o Guns N' Roses, dessa vez em São Paulo, Rio de Janeiro, Curitiba e Brasília.
Em abril de 2018, lançam em formato digital o álbum Primórdios 1981 – 1983.
Em 2019, é lançado o álbum Evolução - Volume I, idealizado como uma ópera-rock. O primeiro single deste álbum foi a música “A Mesma Mensagem”.
Em 7 de julho de 2021, data do aniversário de 40 anos, lança o single "68", do álbum Evolução - Vol. II. Em março de 2023, é lançado o álbum Evolução - Volume II, que, junto da parte I, conta com 28 músicas sobre a evolução humana.

## Integrantes

### Formação atual
- Philippe Seabra - guitarra e vocais (1981-1994) (1999-atualmente)
- Clemente Nascimento - guitarra e vocais (2004-atualmente)
- André X - baixo e vocais (1981-1994) (1999-atualmente)
- Marcelo Capucci - bateria (2011-atualmente)

### Ex-integrantes
- Jander Bilaphra - guitarra e vocais (1981-1990) (1999-2004)
- Gutje Woortmann - bateria (1981-1991) (1999-2003)
- Rodrigo Txotxa - bateria (2006-2011)

## Discografia

### Álbuns de estúdio
- 1986 - O Concreto Já Rachou (EMI)
- 1987 - Nunca Fomos Tão Brasileiros (EMI)
- 1988 - Plebe Rude (EMI)
- 1993 - Mais Raiva Do Que Medo (Natasha Records)
- 2006 - R ao Contrário (L&C Editora)
- 2014 - Nação Daltônica (Substancial Music)
- 2019 - Evolução - Vol. I (Independente)
- 2023 - Evolução - Vol. II (Independente)

### Álbuns ao vivo
- 2000 - Enquanto a Trégua Não Vem (EMI)
- 2011 - Rachando Concreto: Ao Vivo em Brasília (Coqueiro Verde)
- 2018 - Primórdios 1981 - 1983 (Ao Vivo) (ShowLivre)[22]

### Coletâneas
- 1997 - Portfólio (EMI) - caixa
- 1998 - Preferência Nacional (EMI)
- 2001 - Para Sempre (EMI)
- 2002 - Identidade (EMI)
- 2003 - 2 em 1 (O Concreto Já Rachou e Nunca Fomos Tão Brasileiros juntos em um único CD) (EMI)
- 2012 - Brasília (EMI)